# Сант'Изидоро (Комо)
Сант'Изидоро је насеље у Италији у округу Комо, региону Ломбардија.
Према процени из 2011. у насељу је живело 335 становника. Насеље се налази на надморској висини од 304 м.